# Aaron Rand
 (janvier 2015).
Aaron Rand est un animateur de radio québécois.
Né à Montréal, il étudie à l'Université McGill, où il découvre son intérêt pour la radio. Il aimait aussi animer les parties de balle molle lorsqu'il était plus jeune.
Il a obtenu son premier emploi dans une station de radio en 1972 avec CKGM. Ayant depuis travaillé dans plusieurs stations montréalaises, il a été imitateur et gagman, réveillant quotidiennement les Montréalais avec un sourire. 
Le 26 mai 2011, Rand quitte la station CFQR-FM où il animait l'émission Q Mornings puisque son contrat n'a pas été renouvelé avec la station. Il était à CFQR depuis 26 ans.
À partir du 6 septembre 2011, Aaron Rand animera The Aaron Rand Show à la station CJAD 800 AM à Montréal.
Également scénariste et acteur, Rand a reçu plusieurs nominations pour meilleur animateur du matin du Canada.